# Roger Clark (coureur)
Roger Albert Clark (5 augustus 1939 – 12 januari 1998) was een Brits rallyrijder en ondernemer.

## Carrière

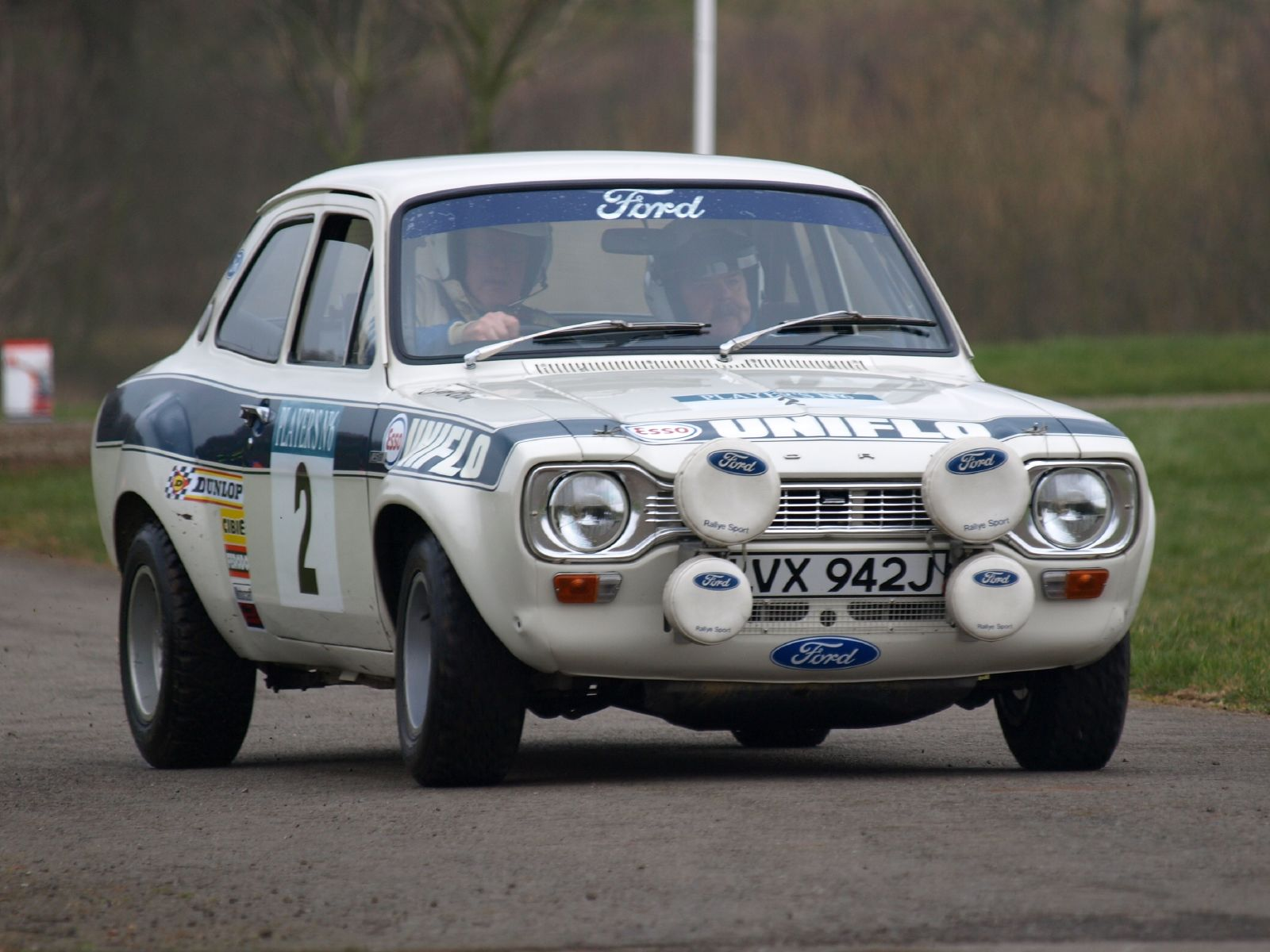
Een ex-Roger Clark Ford Escort RS1600 uit 1972

Roger Clark debuteerde in 1956 in de rallysport, en won in 1965 in een Ford Lotus Cortina de eerste van in totaal vier Britse rallytitels die hij zou behalen. Met het Escort model van Ford, won hij het kampioenschap nog eens in 1972, 1973 en 1975. Zijn grootste successen werden echter geboekt met zijn twee overwinningen in de Rally van Groot-Brittannië, de toenmalige 'RAC Rally', in 1972 met navigator Tony Mason en in 1976 met Stuart Pegg, in het laatste jaartal op het moment dat de rally al deel uitmaakte van het Wereldkampioenschap Rally. Daarmee was hij de eerste Britse winnaar van een WK-rally, waarnaast het tevens bijna twintig jaar geleden was dat een Brit de RAC op zijn naam schreef. Pas in het seizoen 1993 wist er weer een Britse rijder te winnen in het WK, toen Colin McRae zegevierde in Nieuw-Zeeland. Het jaar daarop werd McRae de eerste Britse 'RAC Rally' winnaar sinds Clark.
Clark werd in 1979 onderscheiden met de benoeming tot Lid in de Orde van het Britse Rijk. Na zijn carrière als rallyrijder, werd Clark een autohandelaar, voornamelijk gespecialiseerd in Porsche-modellen, waarmee hij ook nog kortstondig actief was in de rallysport. Roger Clark bezweek begin 1998 aan een hartaanval.
Sinds 2004 wordt er een rally georganiseerd ter nagedachtenis aan Clark; genaamd de Roger Albert Clark Rally, waarin auto's vóór het bouwjaar 1972 rijden over routes van de oude RAC Rally. Zijn twee zoons, Olly en Matt Clark, zijn ook actief in de autosport.

## Complete resultaten in het Wereldkampioenschap Rally

### Overwinningen
| Nr. | Seizoen | Rally                  | Navigator   | Auto               |
| --- | ------- | ---------------------- | ----------- | ------------------ |
| 1   | 1976    | 25th Lombard RAC Rally | Stuart Pegg | Ford Escort RS1800 |

### Overzicht van deelnames
| Seizoen | Inschrijving                | Auto               | 1      | 2   | 3      | 4      | 5      | 6      | 7     | 8      | 9   | 10    | 11     | 12     | 13     | Pos. | Punten |
| ------- | --------------------------- | ------------------ | ------ | --- | ------ | ------ | ------ | ------ | ----- | ------ | --- | ----- | ------ | ------ | ------ | ---- | ------ |
| 1973    | Ford Motor Co Ltd.          | Ford Escort RS1600 | MON    | ZWE | POR    | KEN NF | MAR    | GRI    | POL   | FIN    | OOS | ITA   | VST    |        |        | -    | -      |
| 1973    | Team Esso Uniflo            | Ford Escort RS1600 |        |     |        |        |        |        |       |        |     |       |        | GBR 2  | FRA    | -    | -      |
| 1974    | Ford Motor Co Ltd.          | Ford Escort RS1600 | POR    | KEN | FIN    | ITA    | CAN    | VST    | GBR 7 | FRA    |     |       |        |        |        | -    | -      |
| 1975    | Ford Motor Co Ltd.          | Ford Escort RS1800 | MON    | ZWE | KEN    | GRI    | MAR    | POR    | FIN   | ITA NF | FRA | GBR 2 |        |        |        | -    | -      |
| 1976    | Ford Motor Co Ltd.          | Ford Escort RS1800 | MON 5  | ZWE | POR    | KEN    | GRI    | MAR NF | FIN   | ITA    | FRA | GBR 1 |        |        |        | -    | -      |
| 1977    | Ford Motor Co Ltd.          | Ford Escort RS1800 | MON    | ZWE | POR NF | KEN NF | NZL    | GRI 2  | FIN   | CAN 3  | ITA | FRA   | GBR 4  |        |        | -    | -      |
| 1978    | Li-Lo Equipe Esso           | Ford Escort RS1800 | MON    | ZWE | KEN    | POR    | GRI    | FIN    | CAN   | ITA    | IVK | FRA   | GBR NF |        |        | -    | -      |
| 1979    | Ford Motor Co Ltd.          | Ford Fiesta        | MON 13 | ZWE | POR    | KEN    |        |        |       |        |     |       |        |        |        | -    | 0      |
| 1979    | Rothmans                    | Ford Escort RS1800 |        |     |        |        | GRI NF | NZL    | FIN   | CAN    | ITA | FRA   |        |        |        | -    | 0      |
| 1979    | Equipe Esso                 | Ford Escort RS1800 |        |     |        |        |        |        |       |        |     |       | GBR NF | IVK    |        | -    | 0      |
| 1980    | British Leyland Cars        | Triumph TR7 V8     | MON    | ZWE | POR    | KEN    | GRI    | ARG    | FIN   | NZL    | ITA | FRA   | GBR NF | IVK    |        | -    | 0      |
| 1981    | M.C.D. Services             | Ford Escort RS1800 | MON    | ZWE | POR    | KEN    | FRA    | GRI    | ARG   | BRA    | FIN | ITA   | IVK    | GBR 10 |        | 64   | 1      |
| 1984    | Rothmans Porsche Rally Team | Porsche 911 SC RS  | MON    | ZWE | POR    | KEN    | FRA    | GRI    | NZL   | ARG    | FIN | ITA   | IVK    | GBR 11 |        | -    | 0      |
| 1995    | Roger Clark                 | Subaru Impreza WRX | MON    | ZWE | POR    | KEN    | FRA    | GRI    | NZL   | ARG    | FIN | AUS   | ITA    | SPA    | GBR 36 | -    | 0      |